# Journal of the Geological Society
Das Journal of the Geological Society ist eine alle zwei Monate erscheinende, englischsprachige Fachzeitschrift mit Peer-Review, die sämtliche Aspekte der Geowissenschaften abdeckt.

## Publikation
Das Journal of the Geological Society, abgekürzt nach ISO 4 J. Geol. Soc. (oder kurz JGS), wurde erstmals im Jahr 1826 herausgegeben. Ab 1845 lief es unter der Bezeichnung Proceedings of the Geological Society of London mit der ISSN 0954-6308. Diese Nummer änderte sich zwischen 1952 und 1971 zu 0375-0450. Im Jahr 1971 wurde es zu einer Quartalsschrift mit dem Titel Quarterly Journal of the Geological Society of London mit der ISSN 0370-291X.

## Impact Factor
Die Zeitschrift hat einen Impact Factor von 2,639.

## Inhaltsangaben und Indizierung
Abstracts und/oder Indizierungen von Earth-Science Reviews erscheinen in folgenden Publikationen:
- GeoArchive
- Geobase
- Geological Abstracts
- GeoRef
- Mineralogical Abstracts
- Petroleum Abstracts
- Science Citation Index